# Wild Arms 5
Wild Arms 5, pubblicato in Giappone come Wild Arms: The Vth Vanguard (ワイルドアームズ ザ フィフスヴァンガード?, Wairudo Āmuzu Za Fifusu Vangādo), è il quinto capitolo della serie di videogiochi di ruolo iniziata con Wild Arms. Il gioco celebra il decimo anniversario della serie, inserendo apparizioni cameo di personaggi dei precedenti giochi. Prodotto dalla Media.Vision per piattaforme Sony PlayStation 2, è stato pubblicato in Giappone il 14 dicembre 2006 ed in America Settentrionale il 28 agosto 2007. Una versione per l'Europa della 505 Games era prevista inizialmente per il 30 novembre 2007, e poi posticipata per il 2 febbraio 2008.